# Alexander Liberman
Alexander (Al) Liberman (Kiev (Rusland), 4 september 1912 - Miami Beach (Florida), 19 november 1999) was een Amerikaanse uitgever, schilder en beeldhouwer.

## Leven en werk
Liberman verhuisde van revolutionair Rusland met zijn familie naar Engeland, waar hij zijn opvoeding kreeg aan een Engelse 'Public School'. Hij studeerde vervolgens aan de École des Beaux Arts in Parijs en zette in de jaren dertig zijn eerste stappen op het uitgeverspad bij het Franse blad 'Vu'.  Na zijn emigratie naar New York in 1941, begon hij zijn werk bij Vogue Magazine (waar hij in 1943 artdirector werd) en later voor uitgever Condé Nast Publications ging werken, waar hij het bracht tot hoofdredacteur, welke positie hij hield van 1962-1994.
In de jaren vijftig ging Liberman schilderen en later beeldhouwen (in metaal). Zijn  sculpturen waren assemblages van industriële objecten (stalen segmenten, H-profielen, buizen, vaten) vaak geschilderd in uniforme primaire kleuren. Voorbeelden bevinden zich in collecties van musea en instellingen als het Metropolitan Museum of Art, het Storm King Art Center, het Hirshhorn Museum and Sculpture Garden, the Tate Gallery, het Guggenheim Museum (New York) en DeCordova Sculpture Park and Museum.